# 三浦永理
三浦 永理（みうら えり、1983年2月2日 - ）は、静岡県沼津市出身の競艇選手。
登録番号4208。身長157cm。血液型B型。91期。静岡支部所属。巧みなターンから「テクニカルエリー」の異名を持つ。
師匠は服部幸男（登録番号3422）、同期に川上剛、山口剛、長嶋万記、松下一也、佐竹友樹、久田敏之、前川守嗣、村田敦、吉島祥之らがいる。なお、吉島とはのちに結婚して夫婦となった。また、長嶋とは師匠が同じである。

## 来歴
- 加藤学園高等学校時代はソフトボール部でセカンドのレギュラーとして活躍し、守備位置がショートストップであった双子（一卵性双生児）の姉と二遊間コンビを組みインターハイにも出場。
- やまと競艇学校時代、リーグ戦勝率4.25（準優出以上なし）の成績を残した。
- 2002年11月23日、浜名湖競艇場でデビュー（3着）。
- 2003年3月22日、多摩川競艇場での「第8回ダブル優勝TVKカップ」4日目1Rで初勝利（42走目）。
- 2007年11月8日、宮島競艇場での「G3女子リーグ第12戦」で初優勝（優出11回目）。
- 2008年3月6日、津競艇場での「G1第21回JAL女子王座決定戦競走」でG1初勝利。
- 2009年の尼崎競艇場の女子王座では準優勝戦に進出した（5着）。
- 2009年4月19日、桐生競艇場での「G3女子リーグ第2戦」で優勝。
- 2009年6月2日、児島競艇場で「第3回オール女子戦クラリスカップ」で優勝。
- 2009年7月29日、児島競艇場での「G3女子リーグ第6戦」で優勝。
- 2010年4月6日、常滑競艇場での「G3女子リーグ第1戦」で優勝。
- 2010年10月7日、福岡競艇場での「G3女子リーグ第10戦」で優勝。
- 2010年10月17日、下関競艇場での「ジュエルセブンカップ　オール女子戦」で優勝。
- 2010年11月24日、鳴門競艇場での「第36回日刊スポーツ杯」で優勝（通算8回目）
- 2010年12月18日、住之江競艇場での「SG賞金王シリーズ戦」にSG初出場。12月23日、最終日2RでSG初勝利。
- 2012年12月16日、大村競艇場での「第1回賞金女王決定戦」トライアルを3位で通過し、ファイナルでは3コースからまくり差しを決めG1初優出・初優勝。
- 2015年12月31日、福岡競艇場での第4回クイーンズクライマックス・優勝戦において、1号艇でインから痛恨のフライング（コンマ02）を犯し、優勝戦の売上の81.2%に当たる10億4392万1200円（歴代12番目の返還額）が返還となってしまう。これにより、年間優勝6回で出場が確定的であった2016年平和島第51回ボートレースクラシックの出場権を失った。また、出場停止明け半年間は罰則によりG1・G2・女子戦（G3オールレディース・ヴィーナスシリーズ）の出場が不可能となるため、2016年津競艇場開催の第30回レディースチャンピオンの出場権も失っている。
- 2016年8月22日、同期の吉島祥之(愛知支部)と入籍。[2]
- 2024年11月24日、下関競艇場での「第11回レディースチャレンジカップ」で優勝[3]。

## 獲得タイトル

### GI
- 2012年12月16日 第1回賞金女王決定戦（大村競艇場）

### GII
- 2024年11月24日 第11回レディースチャレンジカップ（下関競艇場）